# Ошья (приток Буя)
Ошья — река в России, протекает по Башкортостану и Пермскому краю. Устье реки находится в 60 км по правому берегу реки Буй. Длина реки составляет 45 км, площадь водосборного бассейна 313 км².

## Данные водного реестра
По данным государственного водного реестра России относится к Камскому бассейновому округу, водохозяйственный участок реки — Буй от истока до Кармановского гидроузла, речной подбассейн реки — бассейны притоков Камы до впадения Белой. Речной бассейн реки — Кама.
Код объекта в государственном водном реестре — 10010101112111100016380.